# Montheries
Montheries est une commune française située dans le département de la Haute-Marne, en région Grand Est, en ancienne région Champagne-Ardenne.

## Géographie
Montheries est une commune rurale située à l'ouest du département de la Haute-Marne, dans la vallée de la Renne.

### Localisation
Le village se situe à 22 km de Chaumont, la préfecture et à 20 km de Châteauvillain, le chef-lieu de canton.
Communes les plus proches à vol d'oiseau:
- Lavilleneuve-au-Roi à 1,5 km ;
- Saint-Martin-sur-la-Renne à 4 km ;
- Vaudrémont à 4,5 km ;
- Rennepont à 4,5 km ;
- Maranville à 5 km.

### Géologie et Relief
Le village de Montheries se situe dans la vallée creusée par la rivière la Renne. Par conséquent, le relief autour du village se caractérise par des collines plus ou moins abruptes.

### Paysage
Le paysage autour de Montheries se caractérise par une vallée creusée par la Renne, autour duquel on trouve des prés. Cette vallée est surmontée par des collines d'entre 350 m et 400 m. Ces collines sont généralement boisées en leurs flancs et leurs sommets.

### Hydrographie
La commune est dans la région hydrographique « la Seine de sa source au confluent de l'Oise (exclu) » au sein du bassin Seine-Normandie. Elle est drainée par la Renne, le cours d'eau 01 de la Grande Plante, le cours d'eau 01 de Tartonvau, le cours d'eau 01 de Val Charbonnier, le Fossé 01 de Voinvau, le Fossé 01 des Pointes, le Fossé 03 de la commune de Monthéries, le Fossé 04 du Marchat du Saule et divers autres petits cours d'eau,.
La Renne, d'une longueur de 20 km, prend sa source dans la commune de Autreville-sur-la-Renne et se jette  dans l'Aujon à Rennepont, après avoir traversé quatre communes.

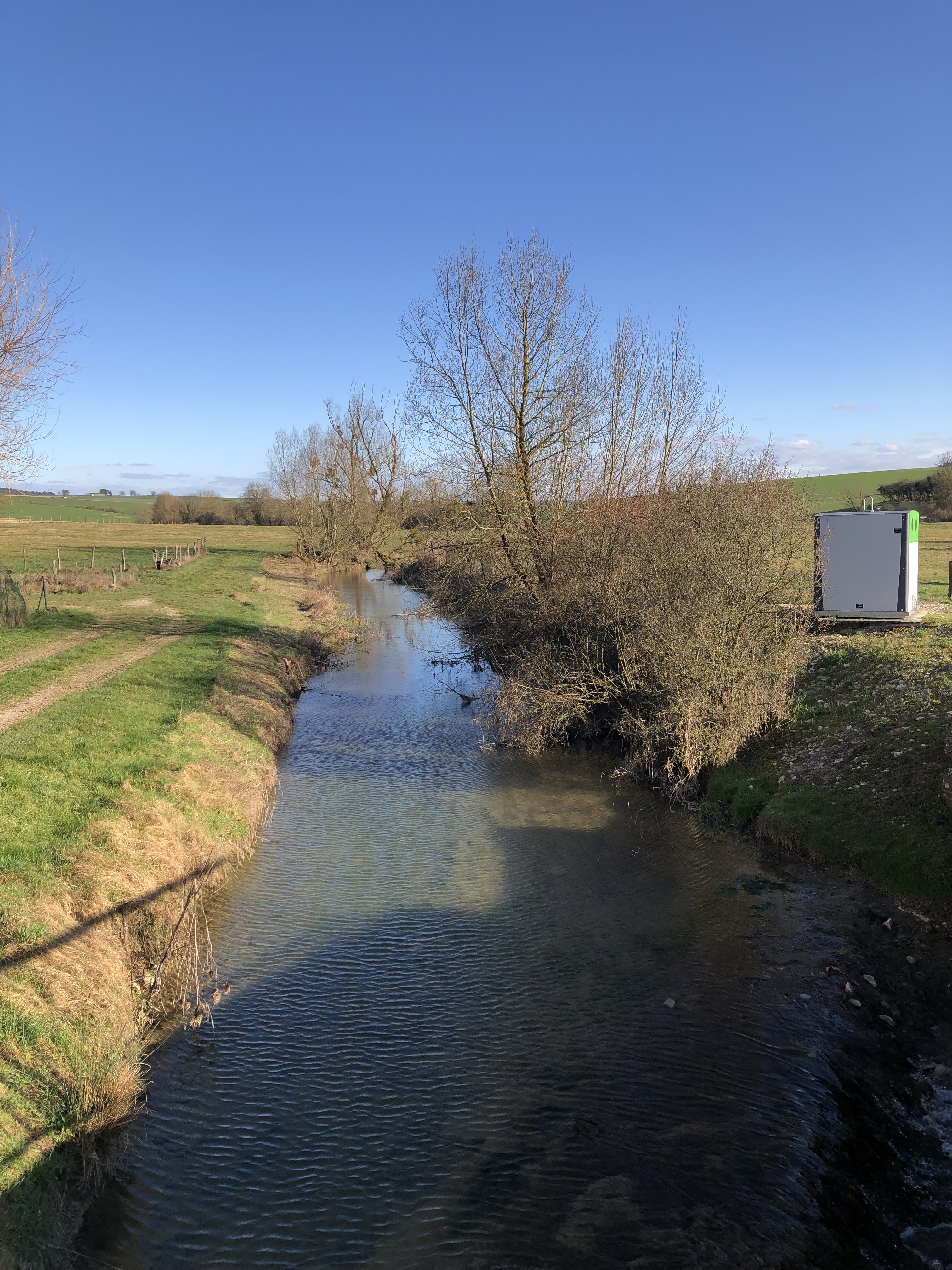
La Renne à Montheries.
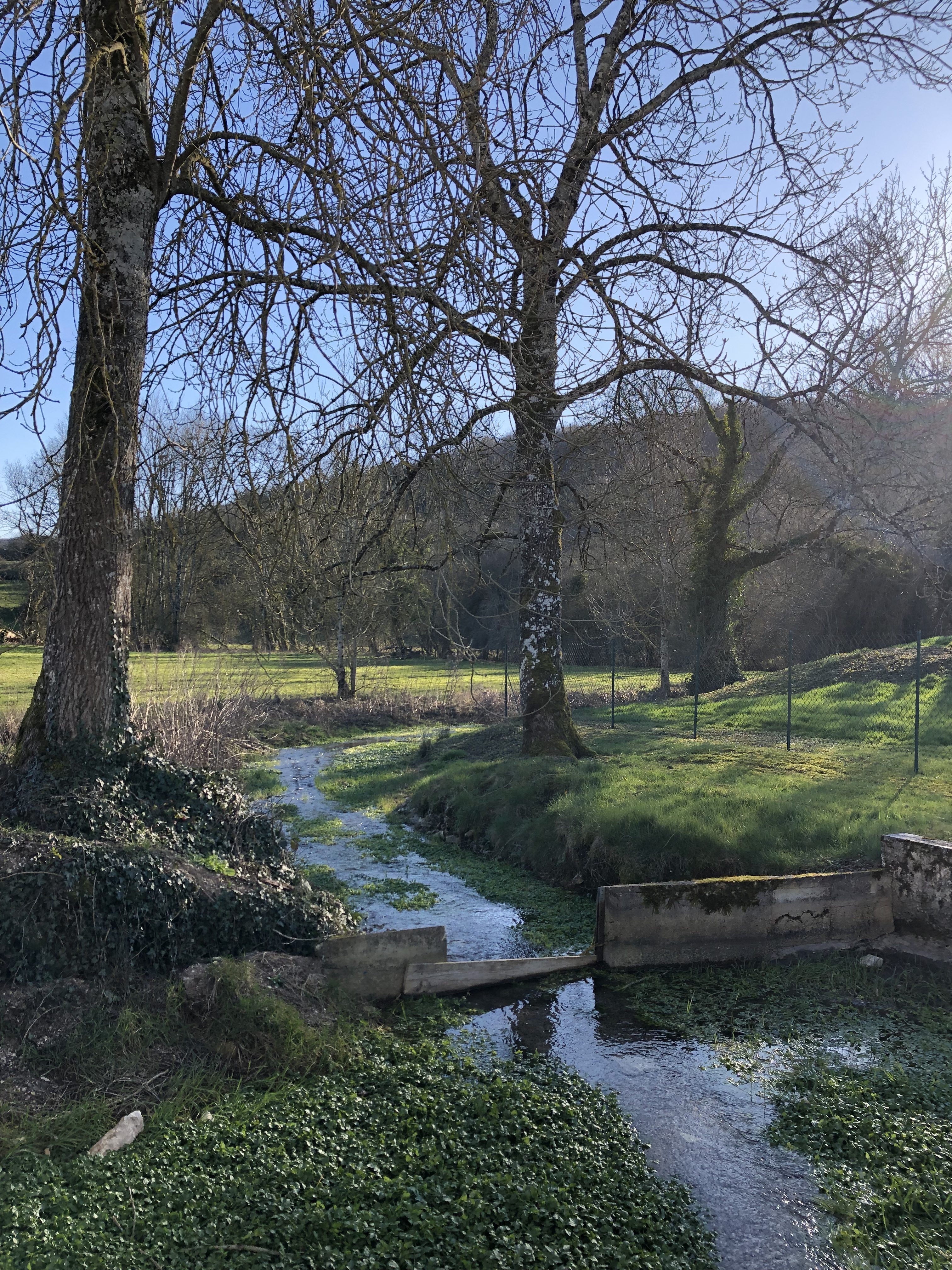
Un bras de la Renne à Montheries.
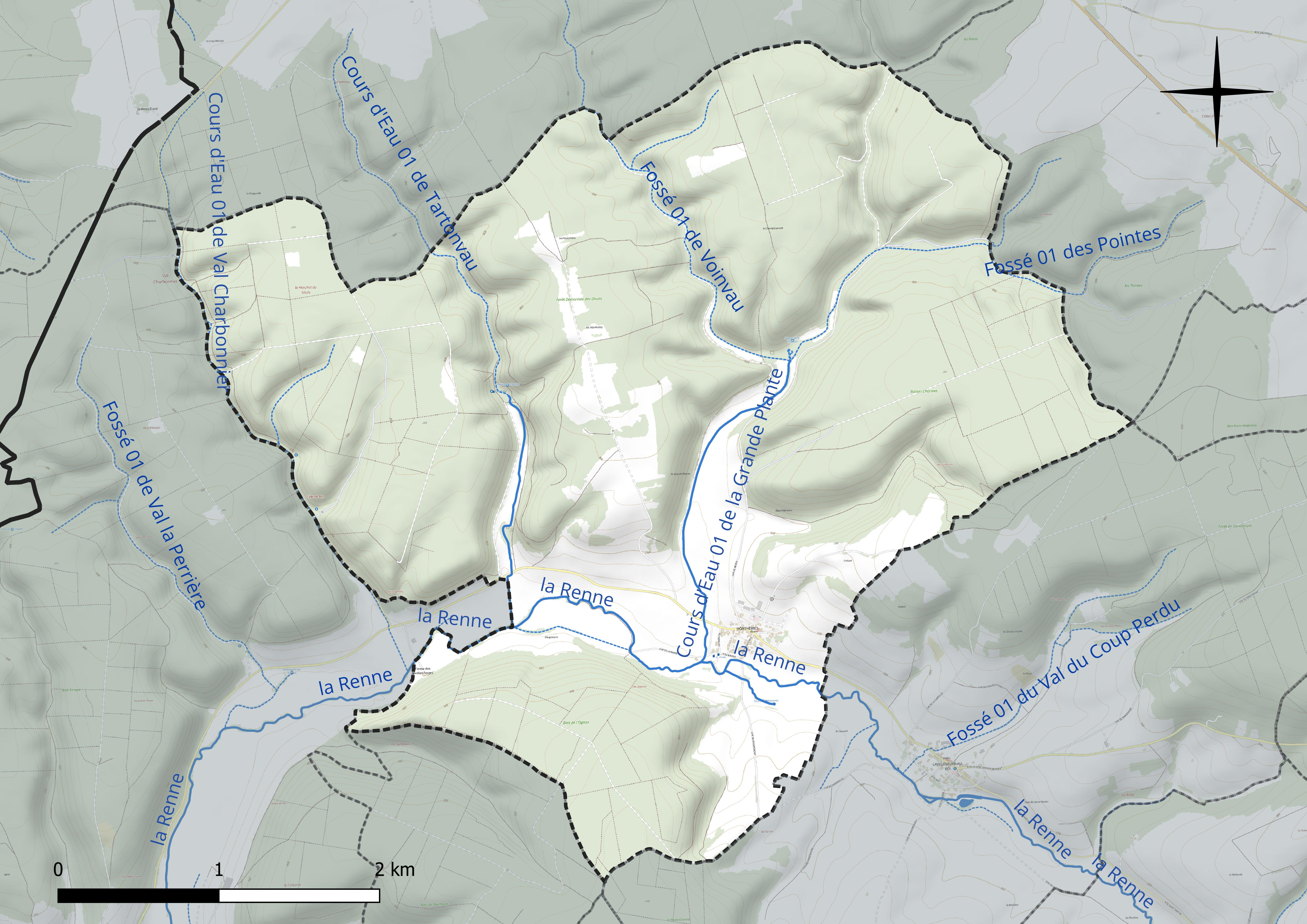
Réseau hydrographique de Montheries.

### Climat
Pour des articles plus généraux, voir Climat du Grand Est et Climat de la Haute-Marne.
En 2010, le climat de la commune est de type climat des marges montargnardes, selon une étude du Centre national de la recherche scientifique s'appuyant sur une série de données couvrant la période 1971-2000. En 2020, Météo-France publie une typologie des climats de la France métropolitaine dans laquelle la commune est exposée à un climat océanique altéré et est dans la région climatique Lorraine, plateau de Langres, Morvan, caractérisée par un hiver rude (1,5 °C), des vents modérés et des brouillards fréquents en automne et hiver.
Pour la période 1971-2000, la température annuelle moyenne est de 10,2 °C, avec une amplitude thermique annuelle de 15,7 °C. Le cumul annuel moyen de précipitations est de 945 mm, avec 13,1 jours de précipitations en janvier et 9,2 jours en juillet. Pour la période 1991-2020, la température moyenne annuelle observée sur la station météorologique de Météo-France la plus proche, « Ailleville_sapc », sur la commune d'Ailleville à 19 km à vol d'oiseau, est de 11,4 °C et le cumul annuel moyen de précipitations est de 833,5 mm. 
La température maximale relevée sur cette station est de 41,3 °C, atteinte le 25 juillet 2019 ; la température minimale est de −19,7 °C, atteinte le 20 décembre 2009,,.
Les paramètres climatiques de la commune ont été estimés pour le milieu du siècle (2041-2070) selon différents scénarios d'émission de gaz à effet de serre à partir des nouvelles projections climatiques de référence DRIAS-2020. Ils sont consultables sur un site dédié publié par Météo-France en novembre 2022.

## Urbanisme

### Typologie
Au 1er janvier 2024, Montheries est catégorisée commune rurale à habitat dispersé, selon la nouvelle grille communale de densité à sept niveaux définie par l'Insee en 2022.
Elle est située hors unité urbaine. Par ailleurs la commune fait partie de l'aire d'attraction de Chaumont, dont elle est une commune de la couronne,. Cette aire, qui regroupe 112 communes, est catégorisée dans les aires de 50 000 à moins de 200 000 habitants,.

### Occupation des sols

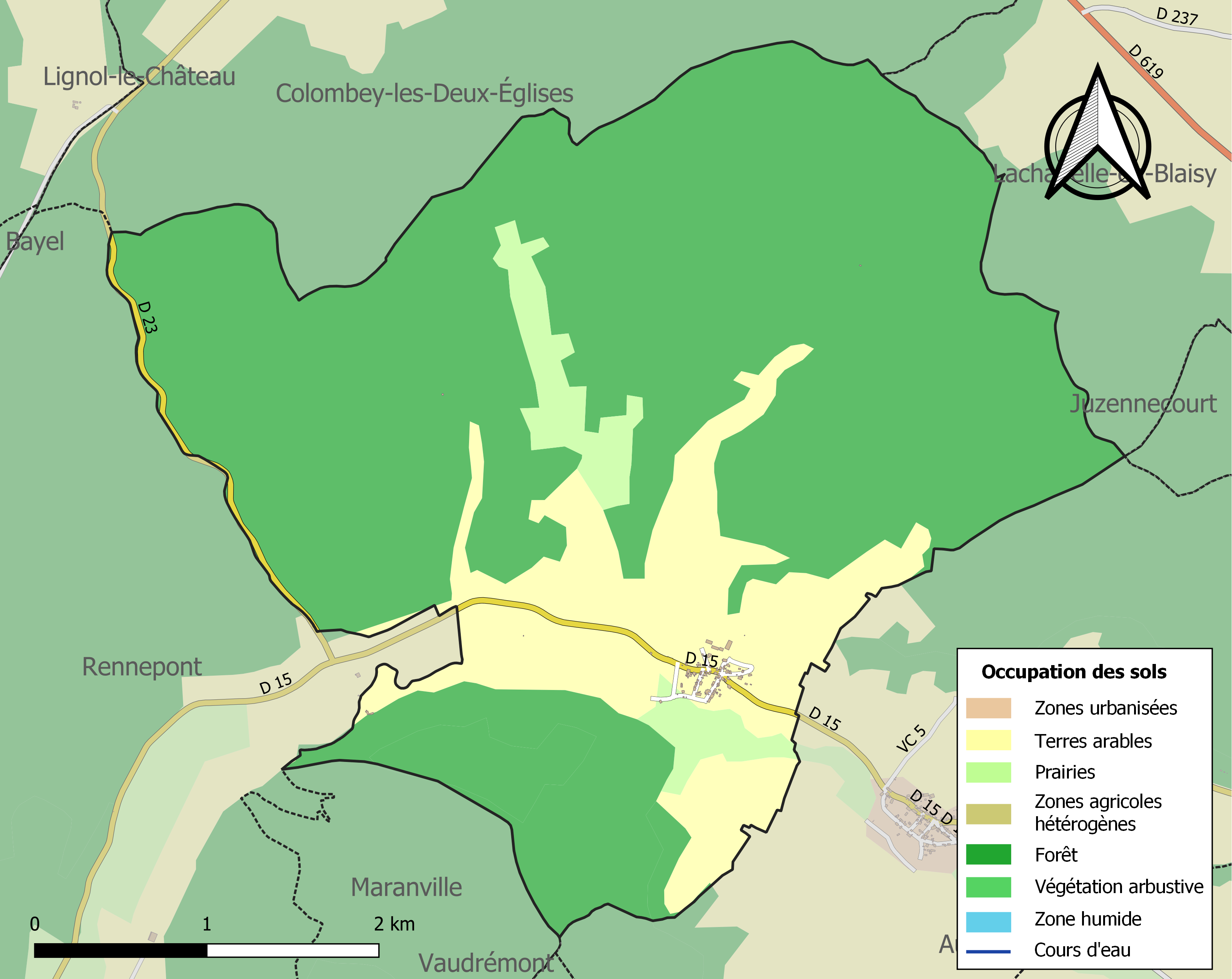
Carte des infrastructures et de l'occupation des sols de la commune en 2018 (CLC).

L'occupation des sols de la commune, telle qu'elle ressort de la base de données européenne d’occupation biophysique des sols Corine Land Cover (CLC), est marquée par l'importance des forêts et milieux semi-naturels (78,5 % en 2018), une proportion sensiblement équivalente à celle de 1990 (78,8 %). La répartition détaillée en 2018 est la suivante : forêts (78,5 %), terres arables (17,4 %), prairies (4,1 %). L'IGN met par ailleurs à disposition un outil en ligne permettant de comparer l’évolution dans le temps de l’occupation des sols de la commune (ou de territoires à des échelles différentes). Plusieurs époques sont accessibles sous forme de cartes ou photos aériennes : la carte de Cassini (XVIIIe siècle), la carte d'état-major (1820-1866) et la période actuelle (1950 à 2023).

### Logement
Sur les cinquante logements que comptait Montheries en 2019, seuls huit étaient vacants et huit autres des résidences secondaires et logements occasionnels. 26,5% des habitants de Montheries ont emménagé il y a plus de 30 ans contre 5,9% il y a moins de deux ans.

### Lieux-dits, hameaux et écarts
Il n'y a aucune ferme ni hameau sur le territoire de Montheries en 2023. En revanche, un ouvrage d'Émile Jolibois datant de 1858 nous rapporte la présence de plusieurs écarts : la ferme de Morin (au nord du village), le fourneau des Duits (à l'ouest) et le moulin (non loin à l'ouest du village). Ces écarts sont visibles sur la carte de Cassini ou la carte d'état-major. Dans l'ouvrage de Jolibois, il est aussi fait mention d'une ferme du nom de Jurville qui aurait existé jusqu'au XVIIe siècle et qui se situait "sur les hauteurs entre Montheries et Vaudrémont".
À noter que, bien qu'il ne reste pas de trace visible dans le paysage de ces fermes, certaines rues portent leurs noms : chemin de Morin (qui monte vers le nord) et route des Dhuits (D15).

### Voies de communication et transport
Le village est traversé par la route départementale n°15 (aussi appelée route des Dhuits) permettant de se rendre à Rennepont vers l'ouest ou Gillancourt vers l'est.
Le village était traversé par l'ancienne voie romaine de Langres à Bar-sur-Aube.

## Toponymie
Montheries est mentionnée sous la forme Montherie sur la carte de Cassini (1757 pour Montheries) puis Monthérie sur la carte d'état-major (1835-1845 pour la région de Chaumont).
Le nom actuel proviendrait du nom latin Mosteriolum, diminutif de monasterium. Le village est cité avec ce dernier nom dans une charte datant du XIIIe siècle.

## Histoire
À l'origine, Montheries appartenait à plusieurs seigneurs dont ceux de Sexfontaines et de Montherie (orthographié sans s) qui possédaient le fief principal. Après le don des seigneurs de Montherie à l'abbaye de Clairvaux de leurs possessions en 1257, de celles du seigneur de Sexfontaines (Milo de Sexfontaines et sa femme Marguerite) en 1210 ainsi que de tous les autres seigneurs, les religieux se trouvèrent possesseurs de toute la seigneurie avant le XIVe siècle.
D'après l'hypothèse d'Émile Jolibois, le village aurait pris naissance d'une chapelle construite en l'honneur de sainte Aragone dont les reliques (conservées en l'église de Montheries) ont été vénérées pendant longtemps. Cette chapelle est visible sur la carte de Cassini.
En 1789, Montheries dépendait du doyenné de Châteauvillain et du diocèse de Langres. La commune dépendait du chapitre de Bar-sur-Aube. La paroisse dépendait de l'élection de Chaumont, généralité de Champagne et de la prévôté de Wassy. La justice ressortissait en première instance de la mairie royale de Lavilleneuve-au-Roi. La seigneurie appartenait à Clairvaux.

## Politique et administration
| Période                                  | Période  | Identité          | Étiquette | Qualité |
| ---------------------------------------- | -------- | ----------------- | --------- | ------- |
| mars 2001                                | En cours | Martine Henrissat |           |         |
| Les données manquantes sont à compléter. |          |                   |           |         |

### Elections
Voici les résultats de l'élection présidentielle de 2022 pour la commune de Montheries:
| Candidat                    | % des voix | Voix |
| --------------------------- | ---------- | ---- |
| Emmanuel Macron (LREM)      | 21,15%     | 11   |
| Marine Le Pen (RN)          | 25,00%     | 13   |
| Jean-Luc Mélenchon (LFI)    | 21,15%     | 11   |
| Valérie Pécresse (LR)       | 13,46%     | 7    |
| Éric Zemmour (REC)          | 5,77%      | 3    |
| Yannick Jadot (EELV)        | 1,92%      | 1    |
| Jean Lassalle (RES)         | 3,85%      | 2    |
| Philippe Poutou (NPA)       | 1,92%      | 1    |
| Nathalie Arthaud (LO)       | 0%         | 0    |
| Anne Hidalgo (PS)           | 3,85%      | 2    |
| Fabien Roussel (PCF)        | 0%         | 0    |
| Nicolas Dupont-Aignan (DLF) | 1,92%      | 1    |

| Candidat               | % des voix | Voix |
| ---------------------- | ---------- | ---- |
| Emmanuel Macron (LREM) | 50%        | 23   |
| Marine Le Pen (RN)     | 50%        | 23   |

## Population et société

### Démographie

#### Évolution démographique
L'évolution du nombre d'habitants est connue à travers les recensements de la population effectués dans la commune depuis 1793. Pour les communes de moins de 10 000 habitants, une enquête de recensement portant sur toute la population est réalisée tous les cinq ans, les populations de référence des années intermédiaires étant quant à elles estimées par interpolation ou extrapolation. Pour la commune, le premier recensement exhaustif entrant dans le cadre du nouveau dispositif a été réalisé en 2008.

En 2022, la commune comptait 71 habitants, en évolution de +14,52 % par rapport à 2016 (Haute-Marne : −4,62 %, France hors Mayotte : +2,11 %).
| 1793 | 1800 | 1806 | 1821 | 1831 | 1836 | 1841 | 1846 | 1851 |
| ---- | ---- | ---- | ---- | ---- | ---- | ---- | ---- | ---- |
| 282  | 340  | 357  | 330  | 354  | 351  | 364  | 340  | 354  |

| 1856 | 1861 | 1866 | 1872 | 1876 | 1881 | 1886 | 1891 | 1896 |
| ---- | ---- | ---- | ---- | ---- | ---- | ---- | ---- | ---- |
| 283  | 262  | 282  | 256  | 248  | 233  | 212  | 190  | 172  |

| 1901 | 1906 | 1911 | 1921 | 1926 | 1931 | 1936 | 1946 | 1954 |
| ---- | ---- | ---- | ---- | ---- | ---- | ---- | ---- | ---- |
| 169  | 158  | 154  | 242  | 159  | 103  | 138  | 125  | 132  |

| 1962 | 1968 | 1975 | 1982 | 1990 | 1999 | 2006 | 2008 | 2013 |
| ---- | ---- | ---- | ---- | ---- | ---- | ---- | ---- | ---- |
| 117  | 80   | 78   | 76   | 73   | 67   | 71   | 72   | 60   |

| 2018 | 2022 | - | - | - | - | - | - | - |
| ---- | ---- | - | - | - | - | - | - | - |
| 68   | 71   | - | - | - | - | - | - | - |

## Culture locale et patrimoine

### Lieux et monuments
- église Saint-Martin
- le bâtiment de la mairie datant de 1847
- le lavoir

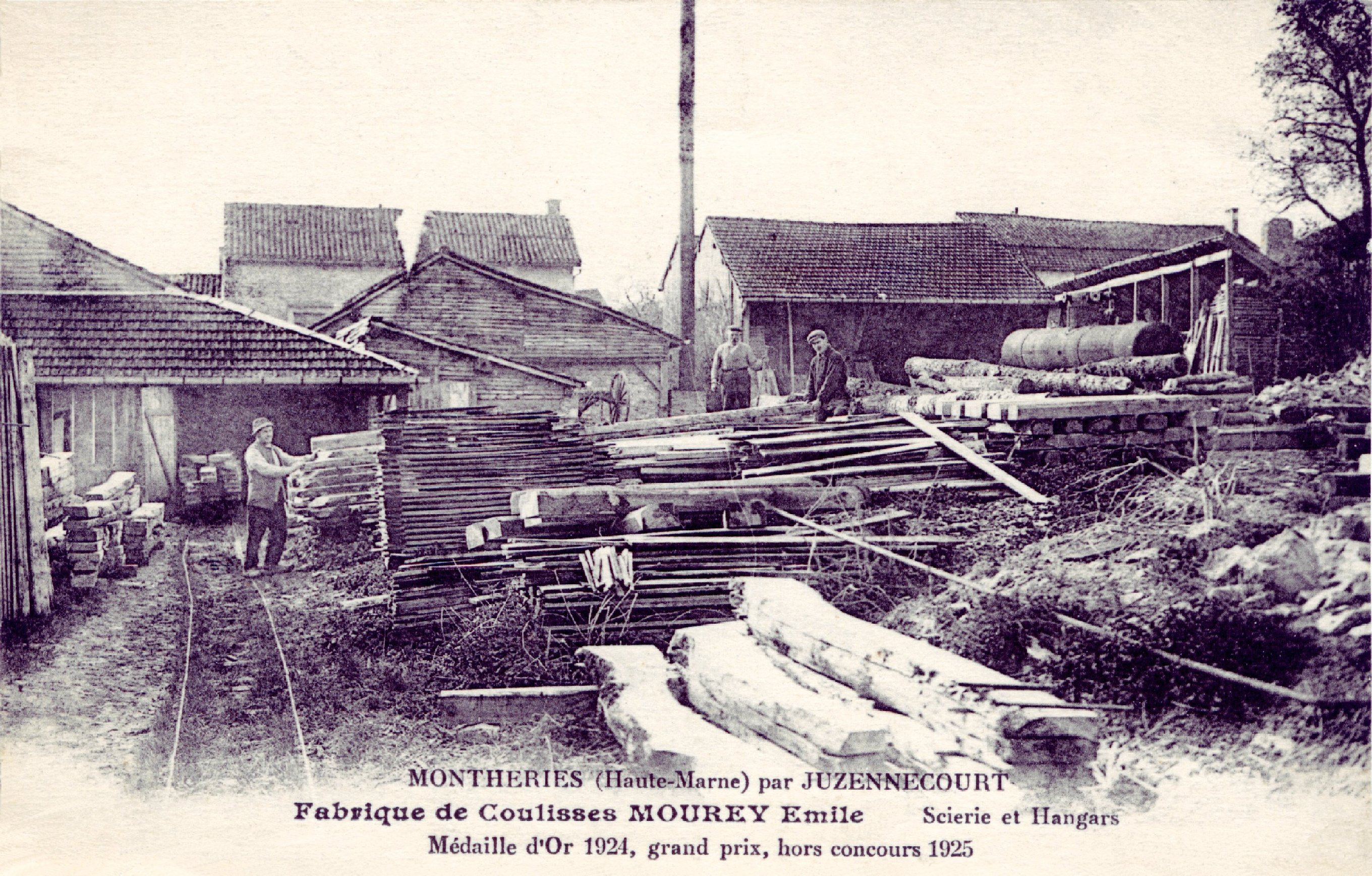
Scierie Émile Mourey en 1925.
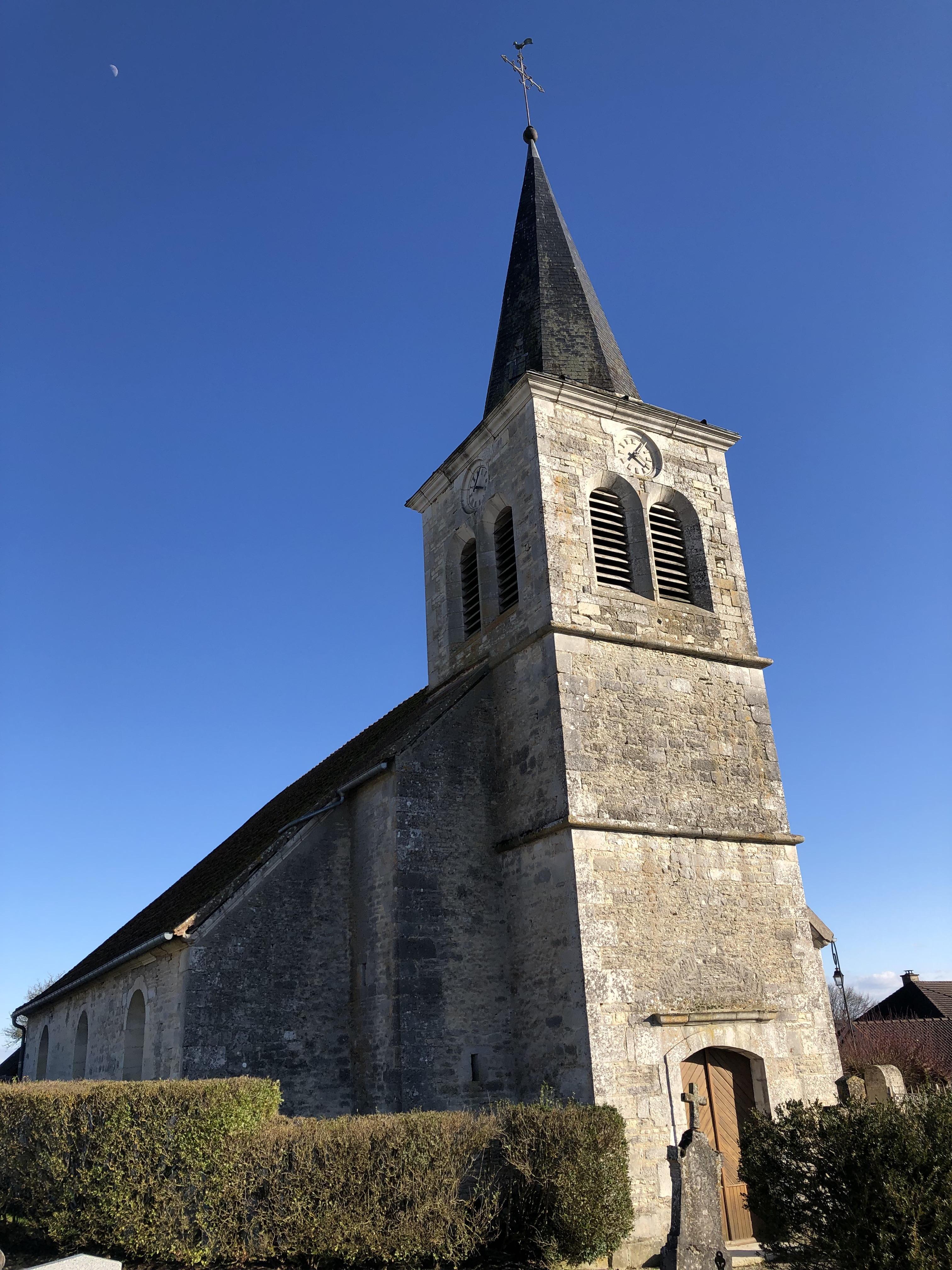
Façade de l'église Saint-Martin.
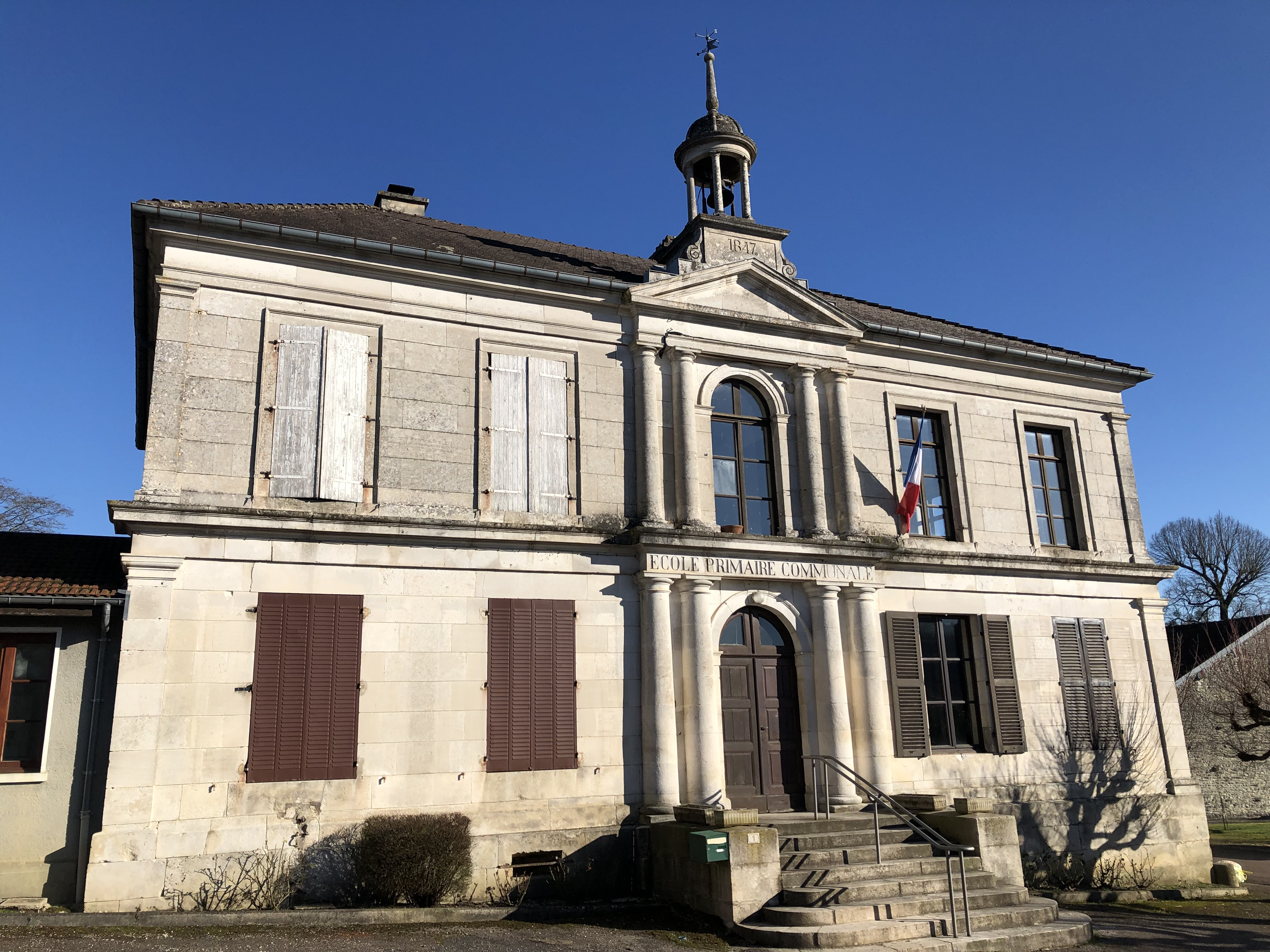
Mairie de Montheries en 2023.
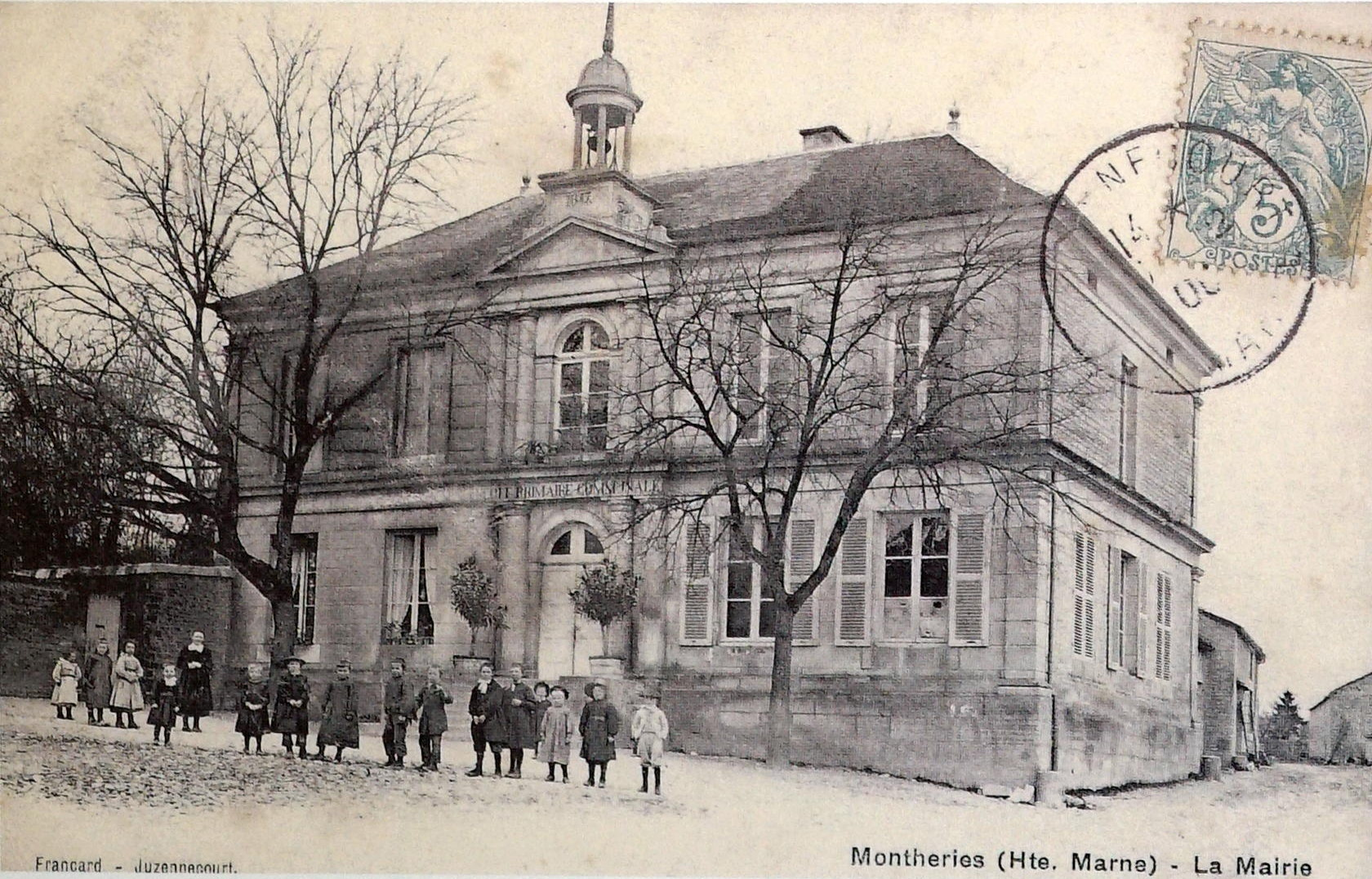
La mairie faisait office d'école au XXe siècle.
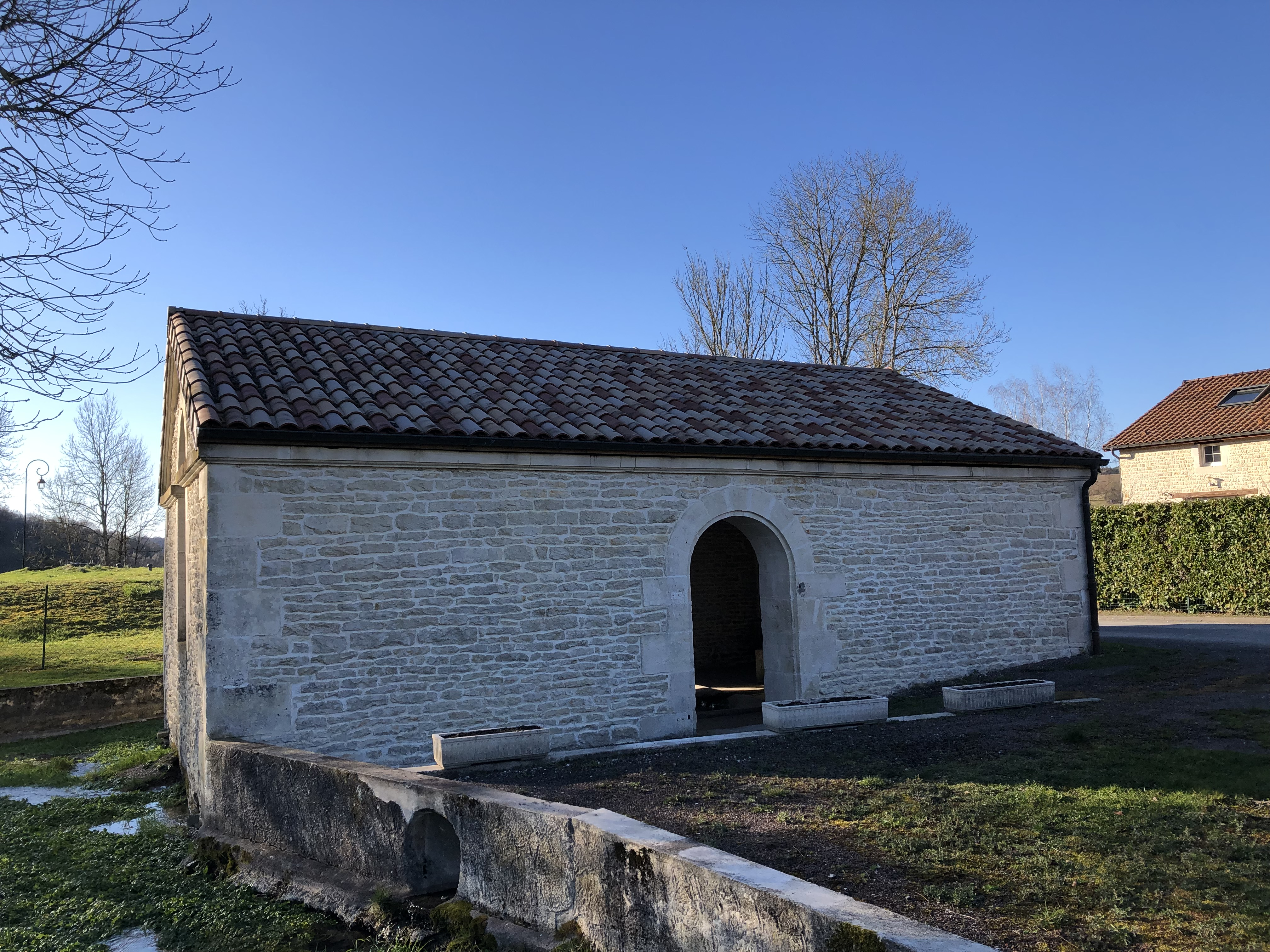
Lavoir de Montheries.
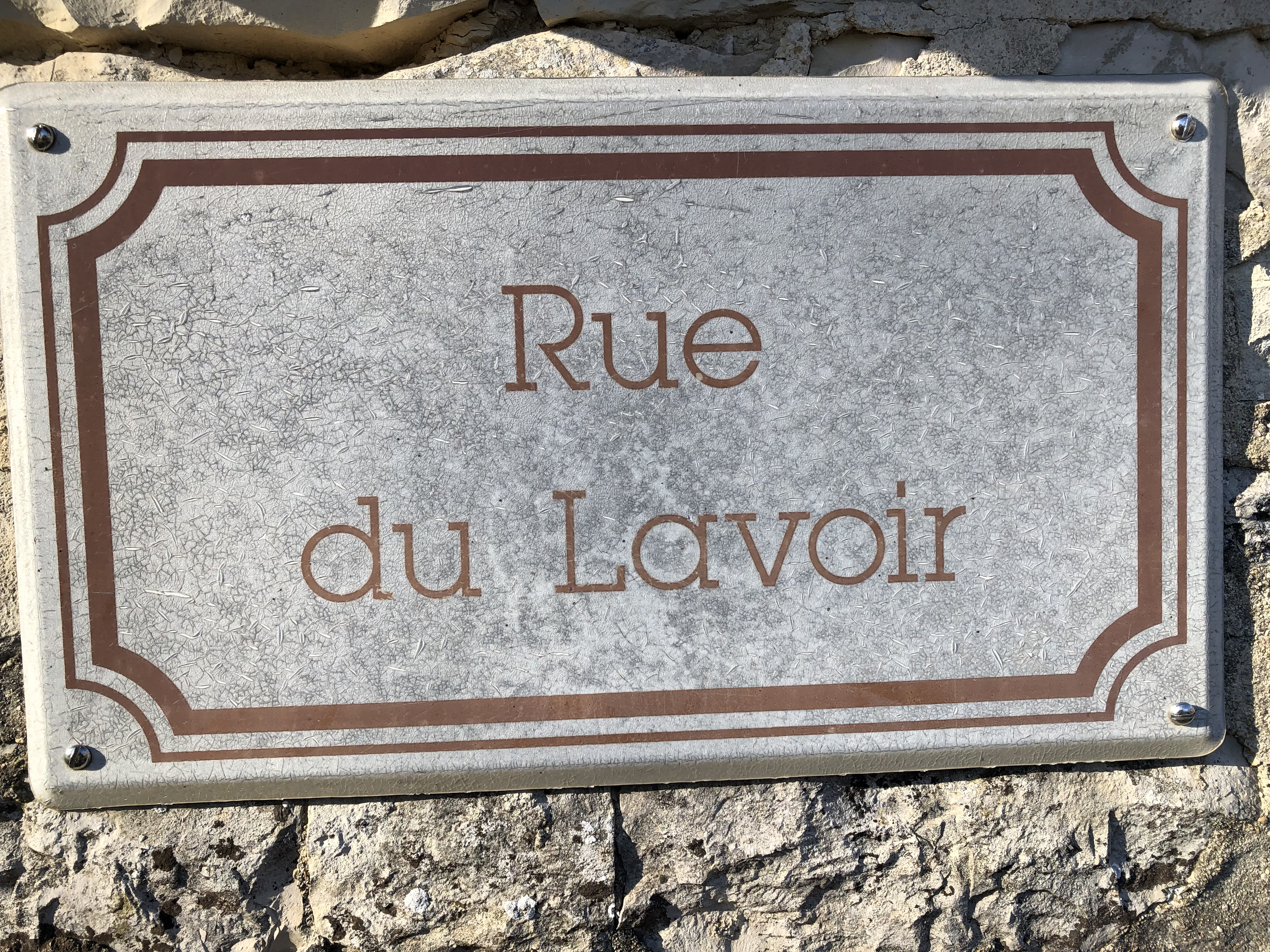
Exemple d'indications de rue à Montheries.

### Personnalités liées à la commune
- Charles Hannaire-Viéville (1753-1839), homme politique né à Montheries, député de la Moselle au Conseil des Cinq-Cents .
- Dans les années 1920, Émile Mourey exploite à Montheries une scierie fabriquant des coulisses destinées à la Société nationale des chemins de fer français (SNCF).
- Dans les années 1960, René Lesprit, le cordonnier du village fabrique sur mesure des chaussures pour le général de Gaulle et va les livrer à bicyclette à La Boisserie, à Colombey-les-Deux-Églises.